# AEW Dynasty
AEW Dynasty – cykl corocznych gal profesjonalnego wrestlingu produkowanych przez federację All Elite Wrestling i nadawanych na żywo w systemie pay-per-view. Ustanowiona w 2024 roku, odbywa się co roku w kwietniu. Pierwsza gala Dynasty była pierwszym wydarzeniem PPV zorganizowanym przez AEW w Missouri, podczas gdy druga będzie pierwszym wydarzeniem PPV firmy w Pensylwanii.

## Tło
22 lutego 2024 roku amerykańska organizacja wrestlingu All Elite Wrestling (AEW) złożyła wniosek o zastrzeżenie znaku towarowego nazwy „Dynasty”. Podczas Revolution 3 marca AEW ogłosiło, że 21 kwietnia 2024 roku w Chaifetz Arena w St. Louis w stanie Missouri zorganizuje galę pay-per-view (PPV) zatytułowane Dynasty, co będzie pierwszą galą PPV AEW, która odbędzie się w tym stanie. W styczniu 2025 roku AEW ogłosiło, że druga edycja Dynasty odbędzie się 6 kwietnia 2025 roku w Liacouras Center w Filadelfii w stanie Pensylwania, oznaczając pierwsze wydarzenie PPV AEW w Pensylwanii i ustanawiając Dynasty jako coroczne PPV odbywające się w kwietniu.

## Lista gal
| Gala           | Data                  | Lokalizacja             | Arena            | Walka wieczoru                                                              | Przypis |
| -------------- | --------------------- | ----------------------- | ---------------- | --------------------------------------------------------------------------- | ------- |
| Dynasty (2024) | 21 kwietnia 2024(dts) | Saint Louis, Missouri   | Chaifetz Arena   | Samoa Joe (c) vs. Swerve Strickland Singles match o AEW World Championship  | [ 4 ]   |
| Dynasty (2025) | 6 kwietnia 2025(dts)  | Filadelfia, Pensylwania | Liacouras Center | Jon Moxley (c) vs. Swerve Strickland Singles match o AEW World Championship | [ 5 ]   |